# Чемпіонат України з легкої атлетики 2013
Чемпіонат України з легкої атлетики 2013 серед дорослих був проведений 24-27 липня в Донецьку на РСК «Олімпійський».

## Призери основного чемпіонату

### Чоловіки
| Дисципліни                | Золото                                                                               | Золото   | Срібло                                                                                | Срібло   | Бронза                                                                     | Бронза   |
| ------------------------- | ------------------------------------------------------------------------------------ | -------- | ------------------------------------------------------------------------------------- | -------- | -------------------------------------------------------------------------- | -------- |
| 100 метрів                | Віталій Корж Сумська область                                                         | 10,51    | Ігор Бодров Харківська область                                                        | 10,52    | Еміль Ібрагімов Чернівецька область                                        | 10,74    |
| 200 метрів                | Сергій Смелик Луганська область                                                      | 20,52    | Еміль Ібрагімов Чернівецька область                                                   | 21,23    | Олег Половиця Київська область                                             | 21,54    |
| 400 метрів                | Віталій Бутрим Сумська область                                                       | 46,24    | Євген Гуцол Сумська область                                                           | 46,71    | Володимир Бураков Запорізька область                                       | 46,86    |
| 800 метрів                | Віктор Тюменцев Київська область                                                     | 1.50,71  | Олександр Осмолович Житомирська область                                               | 1.50,99  | Ігор Давидов Київ                                                          | 1.51,95  |
| 1500 метрів               | Олександр Борисюк Волинська область                                                  | 3.39,38  | Володимир Киц Київська область                                                        | 3.39,84  | Станіслав Маслов Київська область                                          | 3.39,95  |
| 5000 метрів               | Олександр Борисюк Волинська область                                                  | 13.51,67 | Володимир Киц Київська область                                                        | 13.52,69 | Роман Романенко Закарпатська область                                       | 13.53,09 |
| 110 метрів з бар'єрами    | Сергій Копанайко Київ                                                                | 13,89    | Артем Шаматрин Київ                                                                   | 14,12    | Юрій Кумка Вінницька область                                               | 14,77    |
| 400 метрів з бар'єрами    | Денис Нечипоренко Черкаська область                                                  | 51,36    | Денис Тесленко Кіровоградська область                                                 | 51,96    | Сергій Бородін Київ                                                        | 52,16    |
| 3000 метрів з перешкодами | Павло Олійник Чернігівська область                                                   | 8.53,82  | Віктор Косянчук Житомирська область                                                   | 8.59,30  | Сергій Лисенко Полтавська область                                          | 9.00,46  |
| 4×100 метрів              | Харківська областьДаніїл Ємельяненко Руслан Перестюк Олександр Устименко Ігор Бодров | 40,55    | Запорізька областьСергій Костенко Євген Горбачов Роман Кравцов Віталій Головань       | 41,07    | Донецька областьДанило Акімочкін Денис Денисов Роман Макаренко Ігор Гречка | 41,64    |
| 4×400 метрів              | Житомирська областьРоман Ярко Віктор Забела Максим Костічев Дмитро Гедзюк            | 3.14,63  | Черкаська областьВадим Харківський Данило Даниленко Ігор Нечепурний Денис Нечипоренко | 3.15,64  | Вінницька областьІван Вітов Роман Головащенко Михайло Книш Микола Огоровий | 3.16,01  |
| Стрибки у висоту          | Юрій Крімаренко Київ                                                                 | 2,28     | Дмитро Дем'янюк Львівська область                                                     | 2,25     | Андрій Проценко Херсонська область                                         | 2,25     |
| Стрибки з жердиною        | Олександр Корчмід Київська область                                                   | 5,60     | Владислав Ревенко Київська область                                                    | 5,40     | Денис Юрченко Донецька область                                             | 5,40     |
| Стрибки в довжину         | Тарас Неледва Луганська область                                                      | 7,58     | Віктор Ємець Полтавська область                                                       | 7,47     | Дмитро Тидень Хмельницька область                                          | 7,36     |
| Потрійний стрибок         | Віктор Ястребов Київська область                                                     | 16,62    | Юрій Опацький Донецька область                                                        | 16,53    | Люкман Адамс Росія                                                         | 16,53    |
| Штовхання ядра            | Андрій Бородкін Тернопільська область                                                | 19,53    | Дмитро Савицький Одеська область                                                      | 18,50    | Микола Багач Київська область                                              | 18,42    |
| Метання диска             | Микита Нестеренко Дніпропетровська область                                           | 58,74    | Іван Панасюк Тернопільська область                                                    | 56,15    | Дмитро Поздняков Донецька область                                          | 52,38    |
| Метання молота            | Євген Виноградов Київ                                                                | 76,70    | Олексій Сокирський АР Крим                                                            | 76,50    | Дмитро Миколайчук Київська область                                         | 72,30    |
| Метання списа             | Юрій Кушнірук Запорізька область                                                     | 73,62    | Рустем Дремджи АР Крим                                                                | 73,10    | Олександр Ничипорчук Київ                                                  | 72,96    |
| Десятиборство             | Василь Іваницький Львівська область                                                  | 7291     | Іван Шофул Київська область                                                           | 6860     | Артур Суюнов Запорізька область                                            | 6838     |

### Жінки
| Дисципліни                | Золото                                                                          | Золото   | Срібло                                                                         | Срібло   | Бронза                                                                                | Бронза   |
| ------------------------- | ------------------------------------------------------------------------------- | -------- | ------------------------------------------------------------------------------ | -------- | ------------------------------------------------------------------------------------- | -------- |
| 100 метрів                | Наталя Погребняк Харківська область                                             | 11,54    | Ірина Васьків Львівська область                                                | 11,90    | Наталія Строгова Луганська область                                                    | 11,91    |
| 200 метрів                | Єлизавета Бризгіна Київ                                                         | 22,72    | Христина Стуй Київ                                                             | 23,38    | Вікторія П'ятаченко Сумська область                                                   | 23,39    |
| 400 метрів                | Наталія Пигида Київська область                                                 | 51,37    | Аліна Логвиненко Донецька область                                              | 51,98    | Ольга Ляхова Полтавська область                                                       | 52,05    |
| 800 метрів                | Лілія Лобанова Донецька область                                                 | 2.03,46  | Людмила Потапенко Донецька область                                             | 2.04,19  | Ксенія Савіна АР Крим                                                                 | 2.05,10  |
| 1500 метрів               | Наталія Прищепа Рівненська область                                              | 4.18,55  | Марія Шаталова АР Крим                                                         | 4.18,66  | Валентина Жудіна Одеська область                                                      | 4.19,25  |
| 5000 метрів               | Вікторія Погорєльська Харківська область                                        | 15.48,43 | Яна Янош Полтавська область                                                    | 16.07,02 | Тетяна Вернигор Харківська область                                                    | 16.21,81 |
| 100 метрів з бар'єрами    | Анна Плотіцина Харківська область                                               | 13,05    | Юлія Должкова Дніпропетровська область                                         | 13,44    | Олена Яновська Київ                                                                   | 13,46    |
| 400 метрів з бар'єрами    | Юлія Сухотська Житомирська область                                              | 1.00,13  | Марія Миколенко Чернігівська область                                           | 1.00,67  | Тетяна Мельник Кіровоградська область                                                 | 1.02,85  |
| 3000 метрів з перешкодами | Валерія Мара АР Крим                                                            | 9.57,64  | Валентина Кілярська Миколаївська область                                       | 10.27,47 | Оксана Райта Львівська область                                                        | 10.27,68 |
| 4×100 метрів              | Львівська областьОльга Горшкова Ірина Савка Ірина Васьків Ірина Корнєва         | 45,44    | Запорізька областьЮлія Фенухіна Ольга Пушкіна Ольга Семчишина Ксенія Курнавіна | 46,39    | Житомирська областьМарія Ковальчук Марина Ячнік Анастасія Шиманська Олександра Сіліна | 47,02    |
| 4×400 метрів              | Донецька областьДарина Приступа Аліна Логвиненко Лілія Лобанова Вікторія Ткачук | 3.33,04  | КиївАнастасія Ковальова Ольга Бібік Ольга Земляк Юлія Краснощок                | 3.36,81  | Рівненська областьОлена Колесніченко Наталія Прищепа Катерина Климюк Яна Пятковська   | 3.40,58  |
| Стрибки у висоту          | Оксана Окунєва Миколаївська область                                             | 1,92     | Наталія Гапчук Житомирська область                                             | 1,89     | Валентина Ляшенко Київська область                                                    | 1,89     |
| Стрибки з жердиною        | Катерина Козлова Донецька область                                               | 4,20     | Ганна Шелех Донецька область                                                   | 4,20     | Ксенія Черткошвілі Донецька область                                                   | 4,00     |
| Стрибки в довжину         | Анастасія Мохнюк Київська область                                               | 6,47     | Ірина Ніколаєва Черкаська область                                              | 6,45     | Анна Корнута Харківська область                                                       | 6,43     |
| Потрійний стрибок         | Наталія Ястребова АР Крим                                                       | 14,15w   | Руслана Цихоцька Чернівецька область                                           | 14,05    | Ірина Ніколаєва Черкаська область                                                     | 13,69    |
| Штовхання ядра            | Галина Облещук Івано-Франківська область                                        | 18,40    | Анна Самолюк Київська область                                                  | 15,70    | Юлія Саган Волинська область                                                          | 14,06    |
| Метання диска             | Наталія Семенова Донецька область                                               | 59,34    | Вікторія Клочко Дніпропетровська область                                       | 56,12    | Юлія Курило Донецька область                                                          | 52,42    |
| Метання молота            | Наталія Золотухіна Черкаська область                                            | 67,00    | Ірина Секачова Київська область                                                | 66,22    | Ірина Новожилова Херсонська область                                                   | 61,41    |
| Метання списа             | Маргарита Дорожон Харківська область                                            | 62,01    | Ганна Гацько Запорізька область                                                | 61,18    | Віра Ребрик АР Крим                                                                   | 60,22    |
| Семиборство               | Аліна Фьодорова Київська область                                                | 5792     | Ольга Пушкіна Запорізька область                                               | 5456     | Наталія Башли Одеська область                                                         | 4837     |

## Окремі чемпіонати
Крім основного чемпіонату в Донецьку, протягом року в різних містах України були також проведені чемпіонати України в окремих дисциплінах легкої атлетики серед дорослих спортсменів.

### Стадіонні дисципліни
- Зимовий чемпіонат України з легкоатлетичних метань 2013 був проведений 19-21 лютого в Ялті.
- Чемпіонат України з бігу на 10000 метрів 2013 був проведений 6 червня в Ялті на стадіоні «Авангард».

#### Чоловіки
| Дисципліни               | Золото                           | Золото   | Срібло                                 | Срібло   | Бронза                                 | Бронза   |
| ------------------------ | -------------------------------- | -------- | -------------------------------------- | -------- | -------------------------------------- | -------- |
| Метання диска (зимовий)  | Олексій Семенов Донецька область | 61,13    | Володимир Костюченко Київська область  | 58,44    | Сергій Пругло АР Крим                  | 56,44    |
| Метання молота (зимовий) | Євген Виноградов Київ            | 74,15    | Олексій Сокирський АР Крим             | 73,13    | Дмитро Миколайчук Київська область     | 72,60    |
| Метання списа (зимовий)  | Олександр Ничипорчук Київ        | 80,05    | Микола Шама Рівненська область         | 76,88    | Рустем Дремджи АР Крим                 | 75,35    |
| 10000 метрів             | Сергій Лебідь Донецька область   | 28.21,12 | Олександр Сітковський Донецька область | 28.57,53 | Ігор Гелетій Івано-Франківська область | 29.01,91 |

#### Жінки
| Дисципліни               | Золото                              | Золото   | Срібло                            | Срібло   | Бронза                                   | Бронза   |
| ------------------------ | ----------------------------------- | -------- | --------------------------------- | -------- | ---------------------------------------- | -------- |
| Метання диска (зимовий)  | Наталія Семенова Донецька область   | 57,64    | Юлія Курило Донецька область      | 57,38    | Вікторія Клочко Дніпропетровська область | 53,79    |
| Метання молота (зимовий) | Ірина Новожилова Херсонська область | 69,49    | Ганна Скидан Київ                 | 68,44    | Наталія Золотухіна Черкаська область     | 66,24    |
| Метання списа (зимовий)  | Віра Ребрик АР Крим                 | 63,36    | Ганна Хабіна Київ                 | 60,98    | Катерина Дерун Київ                      | 55,10    |
| 10000 метрів             | Тетяна Вернигор Харківська область  | 33.21,17 | Анна Носенко Чернігівська область | 33.33,06 | Катерина Карманенко Рівненська область   | 33.36,26 |

### Шосейна спортивна ходьба
- Зимовий чемпіонат України зі спортивної ходьби 2013 був проведений 1-2 березня в Євпаторії.
- Чемпіонат України зі спортивної ходьби на 20 кілометрів 2013 був проведений 15 червня в Сумах.
- Чемпіонат України зі спортивної ходьби на 50 кілометрів 2013 був проведений 20 жовтня в Івано-Франківську.

#### Чоловіки
| Дисципліни                     | Золото                           | Золото     | Срібло                               | Срібло     | Бронза                                | Бронза     |
| ------------------------------ | -------------------------------- | ---------- | ------------------------------------ | ---------- | ------------------------------------- | ---------- |
| Ходьба 20 кілометрів (зимовий) | Андрій Ковенко Вінницька область | 1:20.22    | Руслан Дмитренко Донецька область    | 1:21.45    | Іван Лосев Донецька область           | 1:22.08    |
| Ходьба 20 кілометрів           | Олексій Казанін Донецька область | 1:23.30,0h | Ігор Лященко Київська область        | 1:25.20,0h | Олександр Вербицький Київська область | 1:26.10,0h |
| Ходьба 35 кілометрів (зимовий) | Ігор Главан Київська область     | 2:31.15h   | Сергій Будза Київська область        | 2:32.13h   | Олексій Казанін Донецька область      | 2:32.36h   |
| Ходьба 50 кілометрів           | Ігор Сахарук Волинська область   | 3:57.24,0h | Андрій Гречковський Київська область | 3:58.26,0h | Олександр Романенко Вінницька область | 3:59.46,0h |

#### Жінки
| Дисципліни                     | Золото                              | Золото     | Срібло                           | Срібло     | Бронза                             | Бронза     |
| ------------------------------ | ----------------------------------- | ---------- | -------------------------------- | ---------- | ---------------------------------- | ---------- |
| Ходьба 20 кілометрів (зимовий) | Людмила Оляновська Київська область | 1:30.26    | Ольга Яковенко Вінницька область | 1:30.38    | Інна Кашина Сумська область        | 1:32.58    |
| Ходьба 20 кілометрів           | Інна Кашина Сумська область         | 1:34.59,0h | Людмила Шелест Сумська область   | 1:39.56,0h | Галина Яковчук Житомирська область | 1:40.26,0h |

### Крос та гірський біг
- Весняний чемпіонат України з кросу 2013 був проведений 30-31 березня в Цюрупинську.
- Осінній чемпіонат України з кросу 2013 був проведений 25-26 жовтня в Білій Церкві.
- Чемпіонат України з гірського бігу 2013 був проведений 6 квітня в Києві.

#### Чоловіки
| Дисципліни           | Золото                                   | Золото | Срібло                                 | Срібло | Бронза                                 | Бронза |
| -------------------- | ---------------------------------------- | ------ | -------------------------------------- | ------ | -------------------------------------- | ------ |
| Крос 4 км (весна)    | Павло Верецький Донецька область         | 12.24  | Ілля Сухарєв Донецька область          | 12.27  | Василь Коваль Житомирська область      | 12.33  |
| Крос 10 км (весна)   | Олександр Матвійчук Хмельницька область  | 31.01  | Богдан Семенович Київська область      | 31.41  | Ігор Гелетій Івано-Франківська область | 31.42  |
| Крос 4 км (осінь)    | Олександр Борисюк Волинська область      | 11.49  | Володимир Киц Київська область         | 11.54  | Павло Олійник Чернігівська область     | 11.57  |
| Крос 10 км (осінь)   | Роман Романенко Дніпропетровська область | 31.05  | Ігор Гелетій Івано-Франківська область | 31.09  | Руслан Савчук Полтавська область       | 31.10  |
| Гірський біг 14,8 км | Руслан Печніков Київ                     | 53.56  | Богдан Тищук Волинська область         | 54.44  | Глива Євген Сумська область            | 56.06  |

#### Жінки
| Дисципліни          | Золото                                   | Золото | Срібло                                   | Срібло | Бронза                                   | Бронза |
| ------------------- | ---------------------------------------- | ------ | ---------------------------------------- | ------ | ---------------------------------------- | ------ |
| Крос 4 км (весна)   | Вікторія Погорєльська Харківська область | 14.21  | Наталія Батрак Харківська область        | 14.25  | Валентина Кілярська Миколаївська область | 14.33  |
| Крос 8 км (весна)   | Юлія Шматенко Херсонська область         | 32.13  | Анна Восколович Харківська область       | 32.21  | Олександра Олійник Миколаївська область  | 32.34  |
| Крос 4 км (осінь)   | Юлія Шматенко Херсонська область         | 13.35  | Наталія Батрак Харківська область        | 13.56  | Вікторія Погорєльська Харківська область | 13.57  |
| Крос 8 км (осінь)   | Ольга Котовська Рівненська область       | 28.32  | Валентина Кілярська Миколаївська область | 28.44  | Олена Бурковська Рівненська область      | 29.07  |
| Гірський біг 7,4 км | Ольга Яроцька Київ                       | 31.58  | Олена Федорова Київ                      | 32.05  | Ольга Луць Київ                          | 33.06  |

### Шосейний біг
- Чемпіонат України з бігу на 1 милю 2013 був проведений 29 вересня у Чернівцях.
- Чемпіонат України з бігу на 10 кілометрів 2013 був проведений 31 серпня у Слов'янську.
- Чемпіонат України з напівмарафону 2013 був проведений 9 травня у Дніпропетровську.
- Чемпіонат України з марафонського бігу 2013 був проведений 6 жовтня у Білій Церкві в межах Білоцерківського марафону.
- Чемпіонат України з добового бігу 2013 був проведений 21-22 вересня в Києві.
- Чемпіонат України з 48-годинного бігу 2013 був проведений 28-30 червня у Вінниці.

#### Чоловіки
| Дисципліни      | Золото                                 | Золото  | Срібло                                   | Срібло  | Бронза                                | Бронза  |
| --------------- | -------------------------------------- | ------- | ---------------------------------------- | ------- | ------------------------------------- | ------- |
| 1 миля          | Олександр Борисюк Волинська область    | 4.31,0  | Артем Казбан Дніпропетровська область    | 4.31,8  | Володимир Киц Київська область        | 4.32,7  |
| 10 кілометрів   | Ігор Гелетій Івано-Франківська область | 29.42,0 | Роман Романенко Дніпропетровська область | 29.48,0 | Олександр Бабарика Рівненська область | 29.53,0 |
| Напівмарафон    | Ігор Русс Київ                         | 1:06.5h | Юрій Русюк Волинська область             | 1:07.4h | Сергій Дуган Чернівецька область      | 1:09.3h |
| Марафон         | Ігор Олефіренко Київська область       | 2:14.10 | Ейоб Волдегіоргіс Ефіопія                | 2:16.07 | Михайло Іверук Рівненська область     | 2:16.10 |
| Добовий біг     | Олег Яковлєв Росія                     | 203,990 | Костянтин Патрікєєв Росія                | 200,657 | Олександр Грішин Росія                | 181,883 |
| 48-годинний біг | Юрій Шилов Дніпропетровська область    | 275,104 | Василь Дюкін Росія                       | 262,573 | Дмитро Пасічник Вінницька область     | 252,075 |

#### Жінки
| Дисципліни      | Золото                             | Золото  | Срібло                              | Срібло  | Бронза                                | Бронза  |
| --------------- | ---------------------------------- | ------- | ----------------------------------- | ------- | ------------------------------------- | ------- |
| 1 миля          | Аліна Панаїнте Румунія             | 6.03,2  | Тетяна Савлук Волинська область     | 6.05,7  | Олена Борисюк Волинська область       | 6.06,7  |
| 10 кілометрів   | Тетяна Головченко Сумська область  | 34.39,0 | Тетяна Вілісова Росія               | 34.39,0 | Ілона Барванова АР Крим               | 34.45,0 |
| Напівмарафон    | Тетяна Вернигор Харківська область | 1:16.4h | Віта Потерюк Рівненська область     | 1:26.1h | Анна Пєшкова Дніпропетровська область | 1:26.4h |
| Марафон         | Світлана Станко Рівненська область | 2:40.05 | Людмила Шелест Сумська область      | 2:58.36 | Людмила Пушкіна Херсонська область    | 2:59.45 |
| Добовий біг     | Галина Пономарьова Росія           | 173,725 | Людмила Скалига Київ                | 160,173 | Галина Андрійчук Київ                 | 133,937 |
| 48-годинний біг | Галина Слепенцева Росія            | 233,431 | Лариса Лабарткава Львівська область | 212,230 | Олена Кучкарова Росія                 | 207,509 |